# 6 Heures de Silverstone 2013
Navigation
Édition précédente Édition suivante
Les 6 Heures de Silverstone 2013 sont la 26e édition de l'épreuve, se déroulent le 14 avril 2013 et sont la manche d'ouverture de la saison du WEC 2013. Pour la première fois pour ce championnat, le RAC Tourist Trophy est remis au vainqueur.

## Qualifications
- Dans chaque catégorie l'équipage qui a fait la pole marque 1 point au championnat, les équipages évoqués sont indiqués en gras.

| Pos | no | Équipe                  | Voiture                     | Catégorie | Moyenne        | Écart     | Grille |
| --- | -- | ----------------------- | --------------------------- | --------- | -------------- | --------- | ------ |
| 1   | 7  | Toyota Racing           | Toyota TS030 Hybrid         | LMP1      | 1 min 48 s 021 |           | 1      |
| 2   | 8  | Toyota Racing           | Toyota TS030 Hybrid         | LMP1      | 1 min 49 s 995 | +1 s 974  | 2      |
| 3   | 2  | Audi Sport Team Joest   | Audi R18 e-tron quattro     | LMP1      | 1 min 51 s 283 | +3 s 262  | 3      |
| 4   | 12 | Rebellion Racing        | Lola B12/60-Toyota          | LMP1      | 1 min 52 s 124 | +4 s 103  | 4      |
| 5   | 1  | Audi Sport Team Joest   | Audi R18 e-tron quattro     | LMP1      | 1 min 53 s 488 | +5 s 467  | 5      |
| 6   | 13 | Rebellion Racing        | Lola B12/60-Toyota          | LMP1      | 1 min 53 s 835 | +5 s 814  | 6      |
| 7   | 21 | Strakka Racing          | HPD ARX-03-Honda            | LMP1      | Pas de temps   |           | 30     |
| 8   | 25 | Delta-ADR (en)          | Oreca 03-Nissan             | LMP2      | 1 min 55 s 148 |           | 7      |
| 9   | 24 | OAK Racing              | Morgan-Nissan               | LMP2      | 1 min 57 s 629 | +2 s 481  | 8      |
| 10  | 26 | G-Drive Racing          | Oreca 03-Nissan             | LMP2      | 1 min 57 s 697 | +2 s 549  | 9      |
| 11  | 35 | OAK Racing              | Morgan-Nissan               | LMP2      | 1 min 58 s 729 | +3 s 581  | 10     |
| 12  | 32 | Lotus                   | Lotus T128                  | LMP2      | 2 min 01 s 555 | +6 s 407  | 11     |
| 13  | 31 | Lotus                   | Lotus T128                  | LMP2      | 2 min 02 s 144 | +6 s 996  | 12     |
| 14  | 49 | Pecom Racing            | Oreca 03-Nissan             | LMP2      | 2 min 02 s 454 | +7 s 306  | 13     |
| 15  | 47 | KCMG                    | Morgan-Nissan               | LMP2      | 2 min 02 s 991 | +7 s 843  | 14     |
| 16  | 41 | Greaves Motorsport      | Zytek Z11SN-Nissan          | LMP2      | 2 min 04 s 491 | +9 s 343  | 15     |
| 17  | 45 | OAK Racing              | Morgan-Nissan               | LMP2      | 2 min 10 s 475 | +15 s 327 | 16     |
| 18  | 97 | Aston Martin Racing     | Aston Martin V8 Vantage GTE | GTE Pro   | 2 min 00 s 566 |           | 17     |
| 19  | 99 | Aston Martin Racing     | Aston Martin V8 Vantage GTE | GTE Pro   | 2 min 00 s 772 | +0 s 206  | 18     |
| 20  | 91 | Porsche AG Team Manthey | Porsche 911 RSR (991)       | GTE Pro   | 2 min 01 s 308 | +0 s 742  | 20     |
| 21  | 92 | Porsche AG Team Manthey | Porsche 911 RSR (991)       | GTE Pro   | 2 min 01 s 452 | +0 s 886  | 21     |
| 22  | 51 | AF Corse                | Ferrari 458 Italia GT2      | GTE Pro   | 2 min 01 s 512 | +0 s 946  | 22     |
| 23  | 71 | AF Corse                | Ferrari 458 Italia GT2      | GTE Pro   | 2 min 01 s 803 | +1 s 237  | 24     |
| 24  | 96 | Aston Martin Racing     | Aston Martin V8 Vantage GTE | GTE Am    | 2 min 01 s 158 |           | 19     |
| 25  | 95 | Aston Martin Racing     | Aston Martin V8 Vantage GTE | GTE Am    | 2 min 01 s 544 | +0 s 386  | 23     |
| 26  | 61 | AF Corse                | Ferrari 458 Italia GT2      | GTE Am    | 2 min 02 s 396 | +1 s 238  | 25     |
| 27  | 81 | 8Star Motorsports       | Ferrari 458 Italia GT2      | GTE Am    | 2 min 02 s 513 | +1 s 355  | 26     |
| 28  | 50 | Larbre Compétition      | Chevrolet Corvette C6.R     | GTE Am    | 2 min 02 s 862 | +1 s 704  | 27     |
| 29  | 76 | IMSA Performance Matmut | Porsche 911 GT3 RSR (997)   | GTE Am    | 2 min 04 s 176 | +3 s 018  | 28     |
| 30  | 57 | Krohn Racing            | Ferrari 458 Italia GT2      | GTE Am    | 2 min 05 s 482 | +4 s 324  | 29     |
| 31  | 88 | Proton Competition      | Porsche 911 GT3 RSR (997)   | GTE Am    | Pas de temps   |           | 31     |

## Déroulement de la course
| Pos. | Après 1 heure de course | Après 1 heure de course                                          | Après 1 heure de course | Après 2 heures de course | Après 2 heures de course                                         | Après 2 heures de course | Après 3 heures de course | Après 3 heures de course                                         | Après 3 heures de course | Après 4 heures de course | Après 4 heures de course                                         | Après 4 heures de course | Après 5 heures de course | Après 5 heures de course                                         | Après 5 heures de course |
| Pos. | no                      | Équipe / Pilotes                                                 | Tours                   | n°                       | Équipe / Pilotes                                                 | Tours                    | n°                       | Équipe / Pilotes                                                 | Tours                    | n°                       | Équipe / Pilotes                                                 | Tours                    | n°                       | Équipe / Pilotes                                                 | Tours                    |
| ---- | ----------------------- | ---------------------------------------------------------------- | ----------------------- | ------------------------ | ---------------------------------------------------------------- | ------------------------ | ------------------------ | ---------------------------------------------------------------- | ------------------------ | ------------------------ | ---------------------------------------------------------------- | ------------------------ | ------------------------ | ---------------------------------------------------------------- | ------------------------ |
| 1    | 2                       | Audi Sport Team Joest (LMP1) Duval - Kristensen - McNish         | 34                      | 2                        | Audi Sport Team Joest (LMP1) Duval - Kristensen - McNish         | 67                       | 1                        | Audi Sport Team Joest (LMP1) Fässler - Lotterer - Tréluyer       | 98                       | 1                        | Audi Sport Team Joest (LMP1) Fässler - Lotterer - Tréluyer       | 131                      | 2                        | Audi Sport Team Joest (LMP1) Duval - Kristensen - McNish         | 164                      |
| 2    | 1                       | Audi Sport Team Joest (LMP1) Fässler - Lotterer - Tréluyer       | 34                      | 1                        | Audi Sport Team Joest (LMP1) Fässler - Lotterer - Tréluyer       | 67                       | 2                        | Audi Sport Team Joest (LMP1) Duval - Kristensen - McNish         | 98                       | 2                        | Audi Sport Team Joest (LMP1) Duval - Kristensen - McNish         | 131                      | 1                        | Audi Sport Team Joest (LMP1) Fässler - Lotterer - Tréluyer       | 164                      |
| 3    | 8                       | Toyota Racing (LMP1) Davidson - Buemi - Sarrazin                 | 34                      | 8                        | Toyota Racing (LMP1) Davidson - Buemi - Sarrazin                 | 67                       | 8                        | Toyota Racing (LMP1) Davidson - Buemi - Sarrazin                 | 98                       | 8                        | Toyota Racing (LMP1) Davidson - Buemi - Sarrazin                 | 130                      | 8                        | Toyota Racing (LMP1) Davidson - Buemi - Sarrazin                 | 163                      |
| 4    | 7                       | Toyota Racing (LMP1) Wurz - Lapierre                             | 34                      | 7                        | Toyota Racing (LMP1) Wurz - Lapierre                             | 66                       | 7                        | Toyota Racing (LMP1) Wurz - Lapierre                             | 98                       | 7                        | Toyota Racing (LMP1) Wurz - Lapierre                             | 130                      | 7                        | Toyota Racing (LMP1) Wurz - Lapierre                             | 163                      |
| 5    | 13                      | Rebellion Racing (LMP1) Belicchi - Beche - Cheng                 | 34                      | 12                       | Rebellion Racing (LMP1) Prost - Jani - Heidfeld                  | 66                       | 12                       | Rebellion Racing (LMP1) Prost - Jani - Heidfeld                  | 96                       | 12                       | Rebellion Racing (LMP1) Prost - Jani - Heidfeld                  | 128                      | 12                       | Rebellion Racing (LMP1) Prost - Jani - Heidfeld                  | 160                      |
| 6    | 12                      | Rebellion Racing (LMP1) Prost - Jani - Heidfeld                  | 33                      | 13                       | Rebellion Racing (LMP1) Belicchi - Beche - Cheng                 | 65                       | 13                       | Rebellion Racing (LMP1) Belicchi - Beche - Cheng                 | 94                       | 13                       | Rebellion Racing (LMP1) Belicchi - Beche - Cheng                 | 125                      | 13                       | Rebellion Racing (LMP1) Belicchi - Beche - Cheng                 | 157                      |
| 7    | 21                      | Strakka Racing (LMP1) Leventis - Kane - Watts                    | 33                      | 26                       | G-Drive Racing (LMP2) Rusinov - Conway - Martin                  | 63                       | 25                       | Delta-ADR (en) (LMP2) Graves - Pizzonia - Walker                 | 92                       | 24                       | OAK Racing (LMP2) Pla - Heinemeier Hansson - Brundle             | 122                      | 25                       | Delta-ADR (en) (LMP2) Graves - Pizzonia - Walker                 | 153                      |
| 8    | 25                      | Delta-ADR (en) (LMP2) Graves - Pizzonia - Walker                 | 32                      | 25                       | Delta-ADR (en) (LMP2) Graves - Pizzonia - Walker                 | 62                       | 24                       | OAK Racing (LMP2) Pla - Heinemeier Hansson - Brundle             | 91                       | 25                       | Delta-ADR (en) (LMP2) Graves - Pizzonia - Walker                 | 122                      | 24                       | OAK Racing (LMP2) Pla - Heinemeier Hansson - Brundle             | 152                      |
| 9    | 35                      | OAK Racing (LMP2) Baguette - González - Plowman                  | 32                      | 24                       | OAK Racing (LMP2) Pla - Heinemeier Hansson - Brundle             | 62                       | 47                       | KCMG (LMP2) Ka To - Howson - Imperatori                          | 91                       | 35                       | OAK Racing (LMP2) Baguette - González - Plowman                  | 121                      | 41                       | Greaves Motorsport (LMP2) Dyson - Marsal - Kimber-Smith          | 149                      |
| 10   | 26                      | G-Drive Racing (LMP2) Rusinov - Conway - Martin                  | 32                      | 35                       | OAK Racing (LMP2) Baguette - González - Plowman                  | 62                       | 35                       | OAK Racing (LMP2) Baguette - González - Plowman                  | 91                       | 49                       | Pecom Racing (LMP2) Pérez Companc - Minassian - Kaffer           | 118                      | 35                       | OAK Racing (LMP2) Baguette - González - Plowman                  | 148                      |
| 11   | 24                      | OAK Racing (LMP2) Pla - Heinemeier Hansson - Brundle             | 32                      | 47                       | KCMG (LMP2) Ka To - Howson - Imperatori                          | 62                       | 41                       | Greaves Motorsport (LMP2) Dyson - Marsal - Kimber-Smith          | 88                       | 47                       | KCMG (LMP2) Ka To - Howson - Imperatori                          | 118                      | 49                       | Pecom Racing (LMP2) Pérez Companc - Minassian - Kaffer           | 148                      |
| 12   | 41                      | Greaves Motorsport (LMP2) Dyson - Marsal - Kimber-Smith          | 31                      | 41                       | Greaves Motorsport (LMP2) Dyson - Marsal - Kimber-Smith          | 61                       | 26                       | G-Drive Racing (LMP2) Rusinov - Conway - Martin                  | 88                       | 41                       | Greaves Motorsport (LMP2) Dyson - Marsal - Kimber-Smith          | 118                      | 47                       | KCMG (LMP2) Ka To - Howson - Imperatori                          | 147                      |
| 13   | 47                      | KCMG (LMP2) Ka To - Howson - Imperatori                          | 31                      | 45                       | OAK Racing (LMP2) Pla - Merlin                                   | 60                       | 49                       | Pecom Racing (LMP2) Pérez Companc - Minassian - Kaffer           | 87                       | 26                       | G-Drive Racing (LMP2) Rusinov - Conway - Martin                  | 115                      | 26                       | G-Drive Racing (LMP2) Rusinov - Conway - Martin                  | 145                      |
| 14   | 45                      | OAK Racing (LMP2) Pla - Merlin                                   | 31                      | 49                       | Pecom Racing (LMP2) Pérez Companc - Minassian - Kaffer           | 59                       | 45                       | OAK Racing (LMP2) Pla - Merlin                                   | 86                       | 97                       | Aston Martin Racing (GTE Pro) Turner - Mucke - Senna             | 114                      | 97                       | Aston Martin Racing (GTE Pro) Turner - Mucke - Senna             | 142                      |
| 15   | 97                      | Aston Martin Racing (GTE Pro) Turner - Mucke - Senna             | 30                      | 97                       | Aston Martin Racing (GTE Pro) Turner - Mucke - Senna             | 58                       | 97                       | Aston Martin Racing (GTE Pro) Turner - Mucke - Senna             | 86                       | 71                       | AF Corse (GTE Pro) Vilander - Kobayashi                          | 114                      | 71                       | AF Corse (GTE Pro) Vilander - Kobayashi                          | 142                      |
| 16   | 51                      | AF Corse (GTE Pro) Fisichella - Bruni                            | 30                      | 51                       | AF Corse (GTE Pro) Fisichella - Bruni                            | 58                       | 71                       | AF Corse (GTE Pro) Vilander - Kobayashi                          | 85                       | 92                       | Porsche AG Team Manthey (GTE Pro) Lieb - Lietz - Dumas           | 113                      | 99                       | Aston Martin Racing (GTE Pro) Lamy - Makowiecki - Dalla Lana     | 142                      |
| 17   | 91                      | Porsche AG Team Manthey (GTE Pro) Bergmeister - Pilet - Bernhard | 30                      | 51                       | AF Corse (GTE Pro) Fisichella - Bruni                            | 58                       | 92                       | Porsche AG Team Manthey (GTE Pro) Lieb - Lietz - Dumas           | 85                       | 99                       | Aston Martin Racing (GTE Pro) Lamy - Makowiecki - Dalla Lana     | 113                      | 92                       | Porsche AG Team Manthey (GTE Pro) Lieb - Lietz - Dumas           | 141                      |
| 18   | 99                      | Aston Martin Racing (GTE Pro) Lamy - Makowiecki - Dalla Lana     | 30                      | 71                       | AF Corse (GTE Pro) Vilander - Kobayashi                          | 57                       | 95                       | Aston Martin Racing (GTE Am) Simonsen - Nygaard - Poulsen        | 85                       | 95                       | Aston Martin Racing (GTE Am) Simonsen - Nygaard - Poulsen        | 113                      | 95                       | Aston Martin Racing (GTE Am) Simonsen - Nygaard - Poulsen        | 141                      |
| 19   | 95                      | Aston Martin Racing (GTE Am) Simonsen - Nygaard - Poulsen        | 30                      | 92                       | Porsche AG Team Manthey (GTE Pro) Lieb - Lietz - Dumas           | 57                       | 99                       | Aston Martin Racing (GTE Pro) Lamy - Makowiecki - Dalla Lana     | 85                       | 51                       | AF Corse (GTE Pro) Fisichella - Bruni                            | 112                      | 51                       | AF Corse (GTE Pro) Fisichella - Bruni                            | 141                      |
| 20   | 96                      | Aston Martin Racing (GTE Am) Goethe - Hall - Campbell-Walter     | 29                      | 88                       | Proton Competition (GTE Am) Ried - Roda - Ruberti                | 57                       | 51                       | AF Corse (GTE Pro) Fisichella - Bruni                            | 84                       | 91                       | Porsche AG Team Manthey (GTE Pro) Bergmeister - Pilet - Bernhard | 111                      | 91                       | Porsche AG Team Manthey (GTE Pro) Bergmeister - Pilet - Bernhard | 139                      |
| 21   | 61                      | AF Corse (GTE Am) Cioci - Griffin - Gerber                       | 29                      | 99                       | Aston Martin Racing (GTE Pro) Lamy - Makowiecki - Dalla Lana     | 57                       | 81                       | 8Star Motorsports (GTE Am) Potolicchio - Águas - Peter           | 83                       | 81                       | 8Star Motorsports (GTE Am) Potolicchio - Águas - Peter           | 111                      | 81                       | 8Star Motorsports (GTE Am) Potolicchio - Águas - Peter           | 138                      |
| 22   | 76                      | IMSA Performance Matmut (GTE Am) Narac - Vernay - Bourret        | 29                      | 96                       | Aston Martin Racing (GTE Am) Goethe - Hall - Campbell-Walter     | 56                       | 91                       | Porsche AG Team Manthey (GTE Pro) Bergmeister - Pilet - Bernhard | 83                       | 50                       | Larbre Compétition (GTE Am) Rees - Canal - Bornhauser            | 110                      | 50                       | Larbre Compétition (GTE Am) Rees - Canal - Bornhauser            | 138                      |
| 23   | 49                      | Pecom Racing (LMP2) Pérez Companc - Minassian - Kaffer           | 29                      | 50                       | Larbre Compétition (GTE Am) Rees - Canal - Bornhauser            | 56                       | 50                       | Larbre Compétition (GTE Am) Rees - Canal - Bornhauser            | 83                       | 88                       | Proton Competition (GTE Am) Ried - Roda - Ruberti                | 109                      | 57                       | Krohn Racing (GTE Am) Krohn - Jönsson - Mediani                  | 136                      |
| 24   | 57                      | Krohn Racing (GTE Am) Krohn - Jönsson - Mediani                  | 29                      | 81                       | 8Star Motorsports (GTE Am) Potolicchio - Águas - Peter           | 56                       | 57                       | Krohn Racing (GTE Am) Krohn - Jönsson - Mediani                  | 82                       | 57                       | Krohn Racing (GTE Am) Krohn - Jönsson - Mediani                  | 109                      | 88                       | Proton Competition (GTE Am) Ried - Roda - Ruberti                | 136                      |
| 25   | 71                      | AF Corse (GTE Pro) Vilander - Kobayashi                          | 29                      | 57                       | Krohn Racing (GTE Am) Krohn - Jönsson - Mediani                  | 56                       | 88                       | Proton Competition (GTE Am) Ried - Roda - Ruberti                | 82                       | 76                       | IMSA Performance Matmut (GTE Am) Narac - Vernay - Bourret        | 108                      | 96                       | Aston Martin Racing (GTE Am) Goethe - Hall - Campbell-Walter     | 136                      |
| 26   | 92                      | Porsche AG Team Manthey (GTE Pro) Lieb - Lietz - Dumas           | 29                      | 91                       | Porsche AG Team Manthey (GTE Pro) Bergmeister - Pilet - Bernhard | 56                       | 96                       | Aston Martin Racing (GTE Am) Goethe - Hall - Campbell-Walter     | 81                       | 96                       | Aston Martin Racing (GTE Am) Goethe - Hall - Campbell-Walter     | 108                      | 76                       | IMSA Performance Matmut (GTE Am) Narac - Vernay - Bourret        | 135                      |
| 27   | 81                      | 8Star Motorsports (GTE Am) Potolicchio - Águas - Peter           | 29                      | 21                       | Strakka Racing (LMP1) Leventis - Kane - Watts                    | 55                       | 76                       | IMSA Performance Matmut (GTE Am) Narac - Vernay - Bourret        | 81                       | 45                       | OAK Racing (LMP2) Pla - Merlin                                   | 102                      | 45                       | OAK Racing (LMP2) Pla - Merlin                                   | 124                      |
| 28   | 50                      | Larbre Compétition (GTE Am) Rees - Canal - Bornhauser            | 29                      | 76                       | IMSA Performance Matmut (GTE Am) Narac - Vernay - Bourret        | 55                       | 61                       | AF Corse (GTE Am) Cioci - Griffin - Gerber                       | 58                       | 61                       | AF Corse (GTE Am) Cioci - Griffin - Gerber                       | 85                       | 61                       | AF Corse (GTE Am) Cioci - Griffin - Gerber                       | 112                      |
| 29   | 88                      | Proton Competition (GTE Am) Ried - Roda - Ruberti                | 28                      | 61                       | AF Corse (GTE Am) Cioci - Griffin - Gerber                       | 48                       | 21                       | Strakka Racing (LMP1) Leventis - Kane - Watts                    | 55                       | 32                       | Lotus (LMP2) Holzer - Kraihamer - Charouz                        | 67                       | 32                       | Lotus (LMP2) Holzer - Kraihamer - Charouz                        | 84                       |
| 30   | 31                      | Lotus (LMP2) Liuzzi - Weeda - Bouchut                            | 21                      | 31                       | Lotus (LMP2) Liuzzi - Weeda - Bouchut                            | 44                       | 31                       | Lotus (LMP2) Liuzzi - Weeda - Bouchut                            | 44                       | 21                       | Strakka Racing (LMP1) Leventis - Kane - Watts                    | 55                       | 21                       | Strakka Racing (LMP1) Leventis - Kane - Watts                    | 55                       |
| 31   | 32                      | Lotus (LMP2) Holzer - Kraihamer - Charouz                        | 6                       | 32                       | Lotus (LMP2) Holzer - Kraihamer - Charouz                        | 11                       | 32                       | Lotus (LMP2) Holzer - Kraihamer - Charouz                        | 38                       | 31                       | Lotus (LMP2) Liuzzi - Weeda - Bouchut                            | 44                       | 31                       | Lotus (LMP2) Liuzzi - Weeda - Bouchut                            | 44                       |

## Résultats
Voici le classement officiel au terme de la course.
- Les vainqueurs de chaque catégorie sont signalés par un fond jauni.
- Pour la colonne Pneus, il faut passer le curseur au-dessus du modèle pour connaître le manufacturier de pneumatiques.

| Pos        | Cat     | n° | Équipe                  | Pilotes                                               | Châssis                                  | Pneus | Tours |
| Pos        | Cat     | n° | Équipe                  | Pilotes                                               | Moteur                                   | Pneus | Tours |
| ---------- | ------- | -- | ----------------------- | ----------------------------------------------------- | ---------------------------------------- | ----- | ----- |
| 1          | LMP1    | 2  | Audi Sport Team Joest   | Allan McNish Tom Kristensen Loïc Duval                | Audi R18 e-tron quattro                  | M     | 197   |
| 1          | LMP1    | 2  | Audi Sport Team Joest   | Allan McNish Tom Kristensen Loïc Duval                | Audi TDI 3,7 L Turbo V6 (Hybride Diesel) | M     | 197   |
| 2          | LMP1    | 1  | Audi Sport Team Joest   | Benoît Tréluyer André Lotterer Marcel Fässler         | Audi R18 e-tron quattro                  | M     | 197   |
| 2          | LMP1    | 1  | Audi Sport Team Joest   | Benoît Tréluyer André Lotterer Marcel Fässler         | Audi TDI 3,7 L Turbo V6 (Hybride Diesel) | M     | 197   |
| 3          | LMP1    | 8  | Toyota Racing           | Anthony Davidson Sébastien Buemi Stéphane Sarrazin    | Toyota TS030 Hybrid                      | M     | 196   |
| 3          | LMP1    | 8  | Toyota Racing           | Anthony Davidson Sébastien Buemi Stéphane Sarrazin    | THS-R 3,4 L V8 (Hybride)                 | M     | 196   |
| 4          | LMP1    | 7  | Toyota Racing           | Alexander Wurz Nicolas Lapierre                       | Toyota TS030 Hybrid                      | M     | 196   |
| 4          | LMP1    | 7  | Toyota Racing           | Alexander Wurz Nicolas Lapierre                       | THS-R 3,4 L V8 (Hybride)                 | M     | 196   |
| 5          | LMP1    | 12 | Rebellion Racing        | Nicolas Prost Neel Jani Nick Heidfeld                 | Lola B12/60                              | M     | 193   |
| 5          | LMP1    | 12 | Rebellion Racing        | Nicolas Prost Neel Jani Nick Heidfeld                 | Toyota RV8KLM 3,4 L V8                   | M     | 193   |
| 6          | LMP1    | 13 | Rebellion Racing        | Andrea Belicchi Mathias Beche Congfu Cheng            | Lola B12/60                              | M     | 190   |
| 6          | LMP1    | 13 | Rebellion Racing        | Andrea Belicchi Mathias Beche Congfu Cheng            | Toyota RV8KLM 3,4 L V8                   | M     | 190   |
| 7          | LMP2    | 25 | Delta-ADR (en)          | Tor Graves Antônio Pizzonia James Walker              | Oreca 03                                 | D     | 184   |
| 7          | LMP2    | 25 | Delta-ADR (en)          | Tor Graves Antônio Pizzonia James Walker              | Nissan VK45DE 4,5 L V8                   | D     | 184   |
| 8          | LMP2    | 24 | OAK Racing              | Olivier Pla David Heinemeier Hansson Alex Brundle     | Morgan LMP2                              | D     | 183   |
| 8          | LMP2    | 24 | OAK Racing              | Olivier Pla David Heinemeier Hansson Alex Brundle     | Nissan VK45DE 4,5 L V8                   | D     | 183   |
| 9          | LMP2    | 49 | Pecom Racing            | Luís Pérez Companc Nicolas Minassian Pierre Kaffer    | Oreca 03                                 | M     | 179   |
| 9          | LMP2    | 49 | Pecom Racing            | Luís Pérez Companc Nicolas Minassian Pierre Kaffer    | Nissan VK45DE 4,5 L V8                   | M     | 179   |
| 10         | LMP2    | 35 | OAK Racing              | Bertrand Baguette Ricardo González Martin Plowman     | Morgan LMP2                              | D     | 179   |
| 10         | LMP2    | 35 | OAK Racing              | Bertrand Baguette Ricardo González Martin Plowman     | Nissan VK45DE 4,5 L V8                   | D     | 179   |
| 11         | LMP2    | 41 | Greaves Motorsport      | Chris Dyson Michael Marsal Tom Kimber-Smith           | Zytek Z11SN                              | D     | 179   |
| 11         | LMP2    | 41 | Greaves Motorsport      | Chris Dyson Michael Marsal Tom Kimber-Smith           | Nissan VK45DE 4,5 L V8                   | D     | 179   |
| 12         | LMP2    | 47 | KCMG                    | Alexandre Imperatori Matthew Howson Jim Ka To         | Morgan LMP2                              | M     | 179   |
| 12         | LMP2    | 47 | KCMG                    | Alexandre Imperatori Matthew Howson Jim Ka To         | Nissan VK45DE 4,5 L V8                   | M     | 179   |
| 13         | LMP2    | 26 | G-Drive Racing          | Roman Rusinov Mike Conway John Martin                 | Oreca 03                                 | D     | 176   |
| 13         | LMP2    | 26 | G-Drive Racing          | Roman Rusinov Mike Conway John Martin                 | Nissan VK45DE 4,5 L V8                   | D     | 176   |
| 14         | GTE Pro | 97 | Aston Martin Racing     | Darren Turner Stefan Mücke Bruno Senna                | Aston Martin V8 Vantage GTE              | M     | 171   |
| 14         | GTE Pro | 97 | Aston Martin Racing     | Darren Turner Stefan Mücke Bruno Senna                | Aston Martin 4,5 L V8                    | M     | 171   |
| 15         | GTE Pro | 71 | AF Corse                | Toni Vilander Kamui Kobayashi                         | Ferrari 458 Italia GT2                   | M     | 170   |
| 15         | GTE Pro | 71 | AF Corse                | Toni Vilander Kamui Kobayashi                         | Ferrari 4,5 L V8                         | M     | 170   |
| 16         | GTE Pro | 99 | Aston Martin Racing     | Pedro Lamy Frédéric Makowiecki Paul Dalla Lana        | Aston Martin V8 Vantage GTE              | M     | 170   |
| 16         | GTE Pro | 99 | Aston Martin Racing     | Pedro Lamy Frédéric Makowiecki Paul Dalla Lana        | Aston Martin 4,5 L V8                    | M     | 170   |
| 17         | GTE Pro | 92 | Porsche AG Team Manthey | Marc Lieb Richard Lietz Romain Dumas                  | Porsche 911 RSR (991)                    | M     | 170   |
| 17         | GTE Pro | 92 | Porsche AG Team Manthey | Marc Lieb Richard Lietz Romain Dumas                  | Porsche 4,0 L Flat-6                     | M     | 170   |
| 18         | GTE Pro | 51 | AF Corse                | Giancarlo Fisichella Gianmaria Bruni                  | Ferrari 458 Italia GT2                   | M     | 170   |
| 18         | GTE Pro | 51 | AF Corse                | Giancarlo Fisichella Gianmaria Bruni                  | Ferrari 4,5 L V8                         | M     | 170   |
| 19         | GTE Am  | 95 | Aston Martin Racing     | Christoffer Nygaard Allan Simonsen Kristian Poulsen   | Aston Martin V8 Vantage GTE              | M     | 169   |
| 19         | GTE Am  | 95 | Aston Martin Racing     | Christoffer Nygaard Allan Simonsen Kristian Poulsen   | Aston Martin 4,5 L V8                    | M     | 169   |
| 20         | GTE Pro | 91 | Porsche AG Team Manthey | Jörg Bergmeister Patrick Pilet Timo Bernhard          | Porsche 911 RSR (991)                    | M     | 168   |
| 20         | GTE Pro | 91 | Porsche AG Team Manthey | Jörg Bergmeister Patrick Pilet Timo Bernhard          | Porsche 4,0 L Flat-6                     | M     | 168   |
| 21         | GTE Am  | 50 | Larbre Compétition      | Fernando Rees Patrick Bornhauser Julien Canal         | Chevrolet Corvette C6                    | M     | 166   |
| 21         | GTE Am  | 50 | Larbre Compétition      | Fernando Rees Patrick Bornhauser Julien Canal         | Chevrolet 5,5 L V8                       | M     | 166   |
| 22         | GTE Am  | 81 | 8Star Motorsports       | Enzo Potolicchio Rui Águas Philipp Peter              | Ferrari 458 Italia GT2                   | M     | 165   |
| 22         | GTE Am  | 81 | 8Star Motorsports       | Enzo Potolicchio Rui Águas Philipp Peter              | Ferrari 4,5 L V8                         | M     | 165   |
| 23         | GTE Am  | 96 | Aston Martin Racing     | Roald Goethe Stuart Hall Jamie Campbell-Walter        | Aston Martin V8 Vantage GTE              | M     | 165   |
| 23         | GTE Am  | 96 | Aston Martin Racing     | Roald Goethe Stuart Hall Jamie Campbell-Walter        | Aston Martin 4,5 L V8                    | M     | 165   |
| 24         | GTE Am  | 88 | Proton Competition      | Christian Ried Gianluca Roda Paolo Ruberti            | Porsche 911 GT3 RSR (997)                | M     | 165   |
| 24         | GTE Am  | 88 | Proton Competition      | Christian Ried Gianluca Roda Paolo Ruberti            | Porsche 4,0 L Flat-6                     | M     | 165   |
| 25         | GTE Am  | 57 | Krohn Racing            | Tracy Krohn Niclas Jönsson Maurizio Mediani           | Ferrari 458 Italia GT2                   | M     | 164   |
| 25         | GTE Am  | 57 | Krohn Racing            | Tracy Krohn Niclas Jönsson Maurizio Mediani           | Ferrari 4,5 L V8                         | M     | 164   |
| 26         | GTE Am  | 76 | IMSA Performance Matmut | Raymond Narac Jean-Karl Vernay Christophe Bourret     | Porsche 911 GT3 RSR (997)                | M     | 163   |
| 26         | GTE Am  | 76 | IMSA Performance Matmut | Raymond Narac Jean-Karl Vernay Christophe Bourret     | Porsche 4,0 L Flat-6                     | M     | 163   |
| 27         | LMP2    | 45 | OAK Racing              | Jacques Nicolet Jean-Marc Merlin Philippe Mondolot    | Morgan LMP2                              | D     | 154   |
| 27         | LMP2    | 45 | OAK Racing              | Jacques Nicolet Jean-Marc Merlin Philippe Mondolot    | Nissan VK45DE 4,5 L V8                   | D     | 154   |
| 28         | GTE Am  | 61 | AF Corse                | Marco Cioci Jack Gerber Matt Griffin                  | Ferrari 458 Italia GT2                   | M     | 139   |
| 28         | GTE Am  | 61 | AF Corse                | Marco Cioci Jack Gerber Matt Griffin                  | Ferrari 4,5 L V8                         | M     | 139   |
| Non Classé | LMP2    | 32 | Lotus                   | Thomas Holzer (en) Dominik Kraihamer Jan Charouz      | Lotus T128                               | D     | 113   |
| Non Classé | LMP2    | 32 | Lotus                   | Thomas Holzer (en) Dominik Kraihamer Jan Charouz      | Praga 3,6 L V8                           | D     | 113   |
| Abandon    | LMP1    | 21 | Strakka Racing          | Jonny Kane Nick Leventis Danny Watts                  | HPD ARX-03                               | M     | 55    |
| Abandon    | LMP1    | 21 | Strakka Racing          | Jonny Kane Nick Leventis Danny Watts                  | Honda 3,4 L V8                           | M     | 55    |
| Abandon    | LMP2    | 31 | Lotus                   | Vitantonio Liuzzi Christophe Bouchut Kevin Weeda (de) | Lotus T128                               | D     | 42    |
| Abandon    | LMP2    | 31 | Lotus                   | Vitantonio Liuzzi Christophe Bouchut Kevin Weeda (de) | Praga 3,6 L V8                           | D     | 42    |

## Faits marquants
La no 28 du Gulf Racing Middle East inscrite au championnat était absente pour cette manche.
Après la fin de la course, la no 41 du Greaves Motorsport a été pénalisée et a été rétrogradée à la cinquième place pour cause d'un tour pour temps de conduite minimum d'un pilote non respecté. C'est donc la no 49 du Pecom Racing qui remonte à la troisième place devant la no 35 du OAK Racing.